# 危機意識
危機意識（ききいしき）というのは社会において人間によって持たれる意識の一つ。このような危機意識というのは、社会においての現時点においての支配的な価値観や秩序などが崩壊しそうになった場合に、人間がそのことに対する不安から持たれる意識のことである。また組織などといった自身が所属している場所そのものが危機に瀕した場合にも持たれる意識であり、自身の組織が崩壊しそうになったり、災害が発生したことによる被害からも人間というのは危機意識を持つようになるということである。
また危機意識というのは企業経営においても重視されている事柄であり。企業においての危機意識というのは従業員は常に持っておくことが望ましい。企業経営が好調であり危機でない場合には従業員というのは危機意識を持たなくなる傾向が強いわけであるが、これが企業にとってリスクとなる場合がある。従業員の中でも非正規雇用である社員は正社員と比較してみれば、危機意識が少ない傾向がある。社員の年齢によっても危機意識の変化が見られ、若手社員よりもベテラン社員の方が危機意識の欠如が起きやすい。ベテラン社員ならば仕事に対する慣れやゆるみがあることに加えて、先輩であるがために後輩が遠慮して異議を申し立てにくくなるということがあるからである。